# Razred hitrih jurišnih čolnov Super Dvora II

Razred super dvora II je hitri patruljni čoln namenjen različnim bojnim in nebojnim nalogam v priobalnem pasu. Prvi čoln tega rezreda je leta 1996 za izraelsko mornarico izdelala tovarna Israel Aerospace Industries z namenom, da nadomesti starejši tip patruljnega čolna Dvora, ki je bil v izraelski mornarici v uporabi od leta 1988. 

## Konstrukcija
Čoln je dolg 25,4m, širok 5,6m, ugrez 1,1m, njegov izpodriv ob polni obremenitvi je 52 ton. Višina čolna se giblje okoli 8m in je odvisna od tipa nadgradnje. Trup je izdelan iz aluminija ter oblikovan tako, da plovilu zagotavlja karseda velike manevrske sposobnosti. Serijsko plovilo poganjata dva dizelska motorja 8 V proizvajalca MTU Friedrichshafen GmbH, od katerih ima vsak 1.522,7 KM (1.120 kW), ki omogočata hitrost plovbe od 45 do 52 vozlov. Akcijski radij se giblje okoli 800 morskih milj (pri 25 vozlih) in je močno odvisen od hitrosti plovbe. Posadka šteje do deset članov, od tega so trije častniki.

## Različice
- patruljna različica
- patruljna različica za ozemeljske vode
- jurišna različica
- različica za kopensko podporo
- protipodmorniška različica